# Jan Popowski
Jan Popowski (ur. 22 sierpnia 1880 w Goniądzu, zm. 20 grudnia 1934 w Guayaquil) – salezjanin polski, misjonarz w Ekwadorze.

## Życiorys
Ok. 1895 rozpoczął naukę w zakładzie salezjańskim w Valsalice k. Turynu. 16 sierpnia 1898 wstąpił do nowicjatu w Foglizzo, 30 sierpnia 1900 złożył pierwsze śluby zakonne. 6 maja 1901 został skierowany do pracy w Ekwadorze.
Pierwsze trzy lata pracował jako wychowawca w kolegium salezjańskim w Quito. Od 1904 był wychowawcą w kolegium salezjańskim im. Kolumba w Guayaquil, jednocześnie kontynuował studia filozoficzne i teologiczne. 26 czerwca 1910 przyjął święcenia kapłańskie.
Jako ksiądz pozostał w Guayaquil, gdzie był spowiednikiem, kapelanem miejscowego klasztoru żeńskiego oraz profesorem języków w kolegium im. Kolumba. W miesiącach wakacyjnych pomagał w pracach misyjnych wśród Hiwarosów w okolicach Riobamba. Po I wojnie światowej i odzyskaniu przez Polskę niepodległości prowadził w Ekwadorze akcję propagandową na rzecz rodzinnego kraju. Opublikował w prasie szereg artykułów, poświęconych historii, gospodarce i kulturze Polski, prowadził zbiórki pieniędzy na inwalidów, sieroty wojenne i powodzian. Wobec braku polskiego przedstawicielstwa dyplomatycznego w Ekwadorze współpracował w rządowym departamentem emigracyjnym, pomagał polskim emigrantom w zdobyciu pracy i mieszkania. Był także duszpasterzem polskiej kolonii w Ankonie koło Guayaquil. 
Zmarł i został pochowany w Guayaquil.

## Ordery i odznaczenia
- Złoty Krzyż Zasługi (23 czerwca 1927)[1]